# 12 de agosto
12 de agosto é o 224.º dia do ano no calendário gregoriano (225.º em anos bissextos). Faltam 141 dias para acabar o ano.

## Eventos históricos

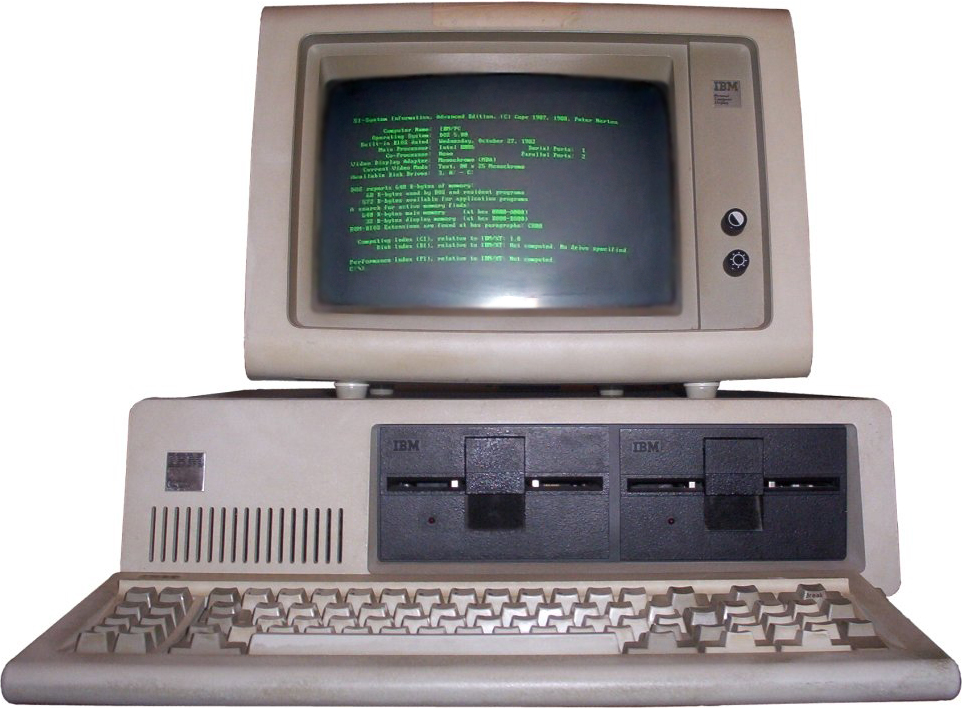
1981: Lançamento do primeiro IBM PC

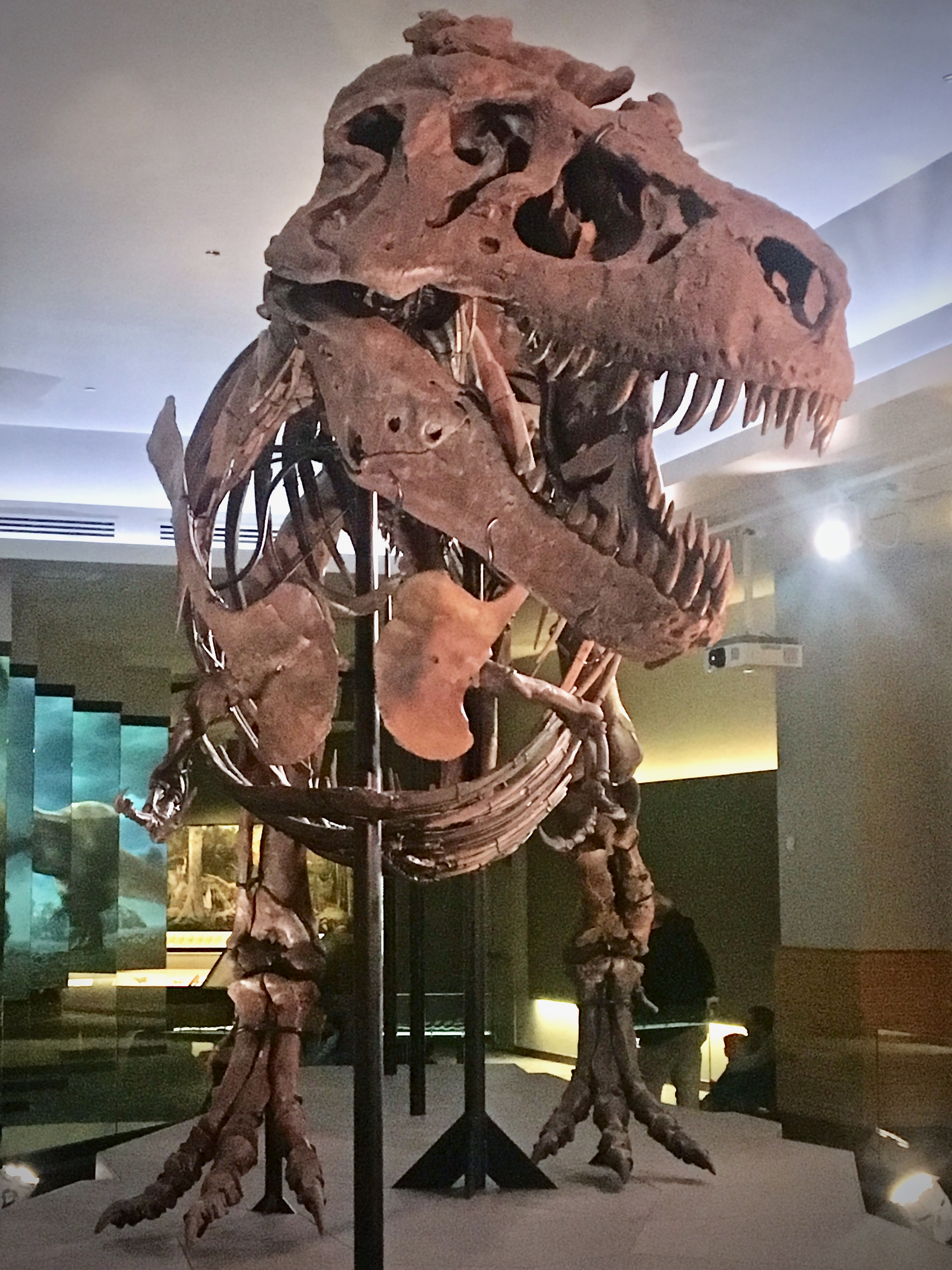
1990: Descoberta de Sue

- 1099 — Os exércitos da Primeira Cruzada, sob o comando de Godofredo de Bulhão, vencem o exército do Califado Fatímida, sob o comando de Lavendálio, na Batalha de Ascalão.
- 1164 — Batalha de Harim: Noradine derrota os exércitos cruzados do Condado de Trípoli e do Principado de Antioquia.
- 1121 — Batalha de Didgori: O exército georgiano sob o comando do rei David IV obtém uma vitória decisiva sobre o famoso comandante seljúcida Ilghazi.
- 1164 — Batalha de Harim: Nur ad-Din Zangi derrota os exércitos cruzados do Condado de Trípoli e do Principado de Antioquia.
- 1323 — Assinatura do Tratado de Nöteborg entre a Suécia e a República da Novogárdia, que regulamenta a fronteira entre os dois países pela primeira vez.
- 1492 — Cristóvão Colombo chega às Ilhas Canárias, naquela que seria, sem ele saber, a sua primeira viagem ao Novo Mundo.
- 1499 — Primeiro confronto na Batalha de Zonchio entre as frotas veneziana e otomana.
- 1624 — Charles de La Vieuville é preso e substituído pelo cardeal Richelieu como principal conselheiro do rei francês, Luís XIII.
- 1687 — Batalha de Mohács: Carlos V, Duque de Lorena derrota o Império Otomano.
- 1765 — Tratado de Allahabad é assinado. O Tratado marca o envolvimento político e constitucional e o início do governo da Companhia Britânica das Índias Orientais na Índia.
- 1788 — A conspiração de Anjala é assinada.[1]
- 1806 — Santiago de Liniers, retoma a cidade de Buenos Aires, Argentina, após a primeira invasão britânica.
- 1831 — A intervenção francesa obriga Guilherme I dos Países Baixos a abandonar sua tentativa de suprimir a Revolução Belga.
- 1851 — Isaac Singer recebe uma patente para sua máquina de costura.[2]
- 1865 — Joseph Lister, cirurgião e cientista britânico, realiza a primeira cirurgia antisséptica.
- 1883 — O último quaga morre no Natura Artis Magistra, um zoológico em Amsterdã, Holanda.
- 1898 — A bandeira havaiana é baixada do Palácio Iolani em uma elaborada cerimônia de anexação e substituída pela bandeira dos Estados Unidos para significar a transferência de soberania da República do Havaí para os Estados Unidos, onde é formalmente reconhecida como Havaí.
- 1869 — Guerra do Paraguai: a Batalha de Piribebuy foi travada na cidade que era então uma capital temporária do governo paraguaio. Os defensores lutaram contra os ataques das forças aliadas, lideradas pelo general brasileiro Gastão de Orléans, Conde d'Eu.
- 1877 — Asaph Hall descobre Deimos, o menor e mais afastado dos dois satélites naturais de Marte.
- 1883 — O último quaga morre no Natura Artis Magistra, um zoológico em Amsterdã, Países Baixos.
- 1914 — Primeira Guerra Mundial:
  - Ocorre a Batalha de Halen, um confronto entre grandes formações de cavalaria belgas e alemãs em Halen, Bélgica;
  - Reino Unido declara guerra a Áustria-Hungria;
  - Início da primeira invasão da Sérvia pelas forças da Áustria-Hungria - a invasão terminou 25 de agosto; início da Batalha de Cer que terminou a 21 de agosto.
- 1927 — Revolta dos Fifis: o capitão-de-fragata Filomeno da Câmara de Melo Cabral e dr. Fidelino de Sousa Figueiredo tentam derrubar o governo português, porém sem sucessos.
- 1943 — O Formulário Ortográfico de 1943 é aprovado pela Academia Brasileira de Letras, no Brasil.
- 1944
  - Alençon é libertada pelo general Philippe Leclerc de Hauteclocque, a primeira cidade da França a ser libertada dos nazistas pelas forças francesas.
  - As tropas nazistas alemãs encerram o massacre de Wola, que durou uma semana, durante o qual pelo menos 40 000 pessoas são mortas indiscriminadamente ou em execuções em massa.
- 1950 — Guerra da Coreia: Massacre de Bloody Gulch: Setenta e cinco prisioneiros de guerra americanos são massacrados pelo Exército norte-coreano.
- 1952 — A noite dos Poetas Assassinados: Treze intelectuais judeus proeminentes são assassinados em Moscou, Rússia, União Soviética.
- 1953
  - Primeiro teste de uma verdadeira arma termonuclear (não dispositivos de teste): o projeto soviético da bomba atômica continua com a detonação da "RDS-6s" (Joe 4), a primeira bomba termonuclear soviética.
  - O terremoto jônico de 7,2 Ms abala o sul das Ilhas Jônicas com uma intensidade máxima de Mercalli de X (Destruidor). Entre 445 e 800 pessoas morreram.[3]
- 1955 — O corpo da atriz e cantora Carmen Miranda chega ao Brasil para ser velado e sepultado no Cemitério São João Batista.
- 1960 — Lançamento do Echo 1A, o primeiro satélite de comunicação bem-sucedido da NASA.
- 1964 — A África do Sul é banida dos Jogos Olímpicos devido às políticas racistas do país.
- 1976 — Entre 1 000 e 3 500 palestinos são mortos no Massacre de Tel al-Zaatar, um dos eventos mais sangrentos da Guerra Civil Libanesa.
- 1977 — O primeiro voo livre da ônibus espacial Enterprise.
- 1980 — É firmado o Tratado de Montevidéu de 1980, visando melhorias e cooperações econômicas entre os países do ALALC.
- 1981 — Lançamento pela IBM do primeiro PC com o sistema operacional MS-DOS.
- 1985 — O voo Japan Airlines 123 bate na cordilheira Osutaka, na prefeitura de Gunma, no Japão, matando 520 pessoas, e se torna o pior desastre aéreo com uma única aeronave.
- 1990 — Sue, o maior e mais completo esqueleto de tiranossauro (Tyrannosaurus rex) encontrado até hoje, é descoberto em Dakota do Sul.
- 1991 — Criado o Parque Estadual Fontes do Ipiranga no município de São Paulo, preservando as nascentes do riacho Ipiranga, onde foi proclamada a Independência do Brasil.
- 2000 — O submarino Kursk da Marinha russa explode e afunda no Mar de Barents durante um exercício militar, matando toda a sua tripulação de 118 homens.
- 1992 — Canadá, México e Estados Unidos anunciam a conclusão das negociações do Tratado Norte-Americano de Livre Comércio (NAFTA).
- 2009 — A Wikipédia lusófona alcança a marca de 500 000 artigos.
- 2015 — Pelo menos duas grandes explosões matam 173 pessoas e ferem outras 800 em Tianjin, China.
- 2016 — Guerra Civil Síria: As Forças Democráticas Sírias (FDS) capturam a cidade de Manbij do Estado Islâmico do Iraque e do Levante (EIIL).[4]
- 2018 — A NASA lança a sonda espacial Parker em missão para explorar a atmosfera solar.
- 2025 — Explosão na fábrica de explosivos Enaex mata nove pessoas na cidade de Quatro Barras, no Paraná.

## Nascimentos

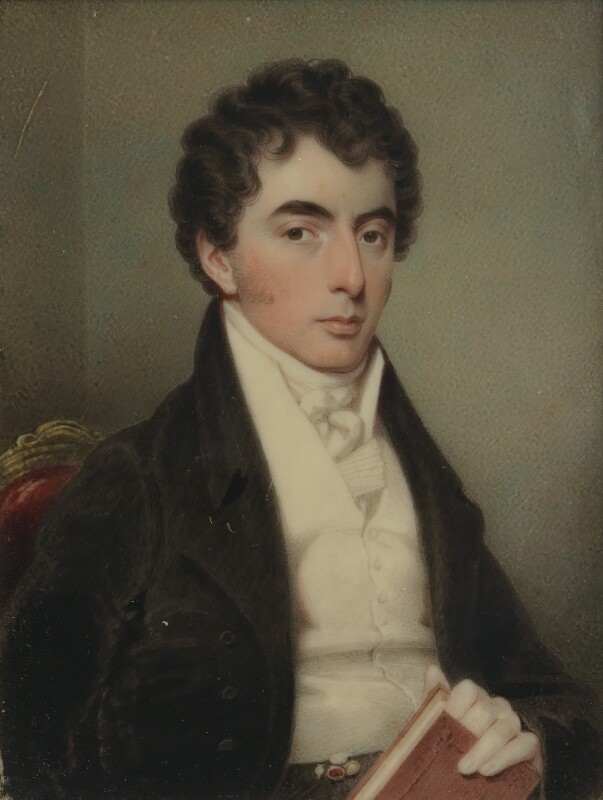
Robert Southey

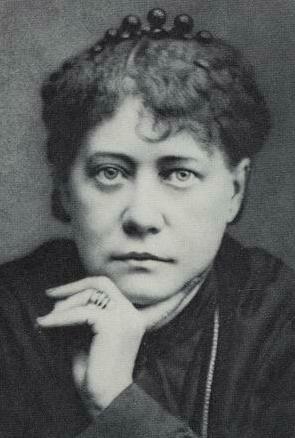
Helena Blavatsky

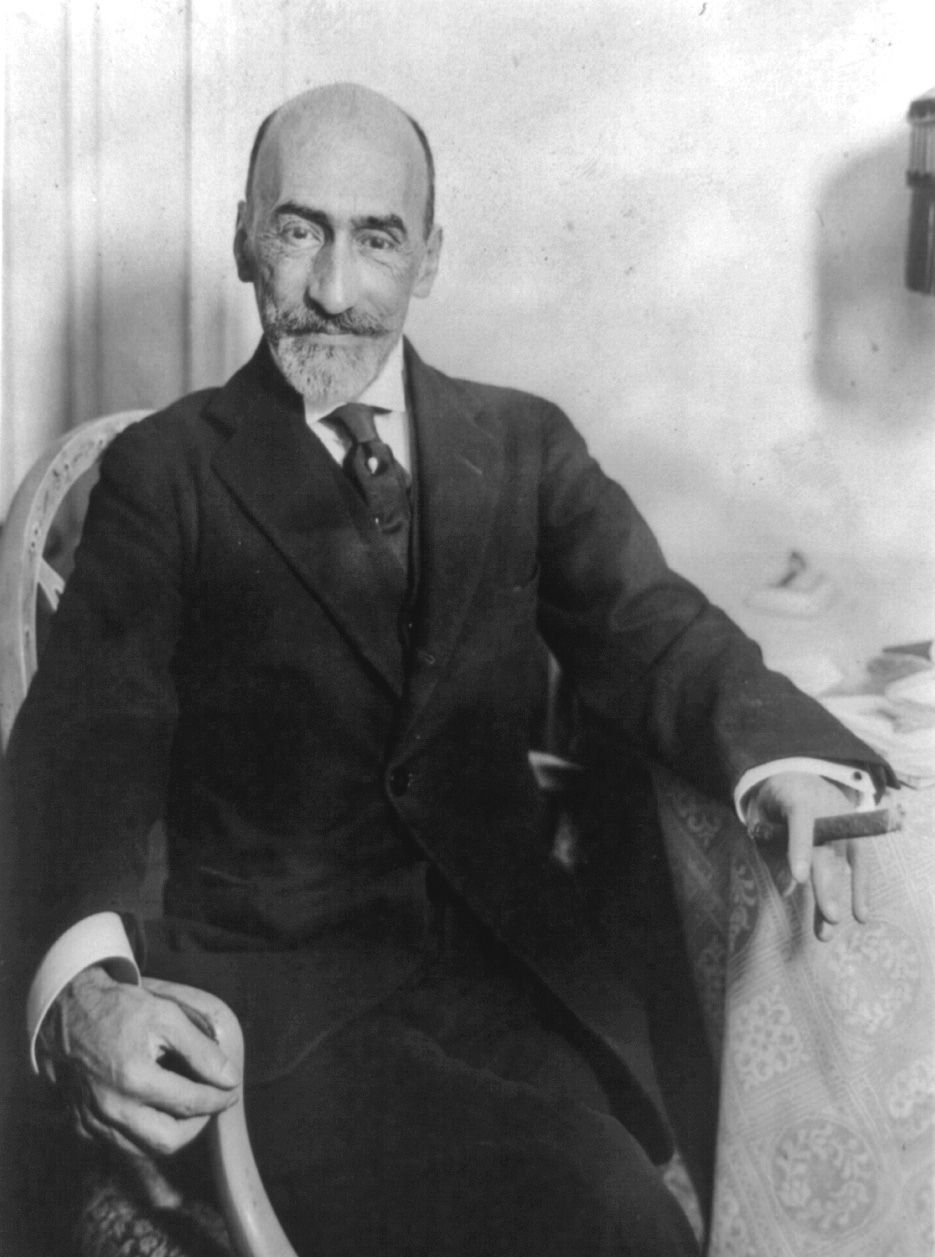
Jacinto Benavente

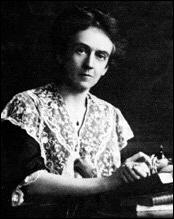
Edith Hamilton

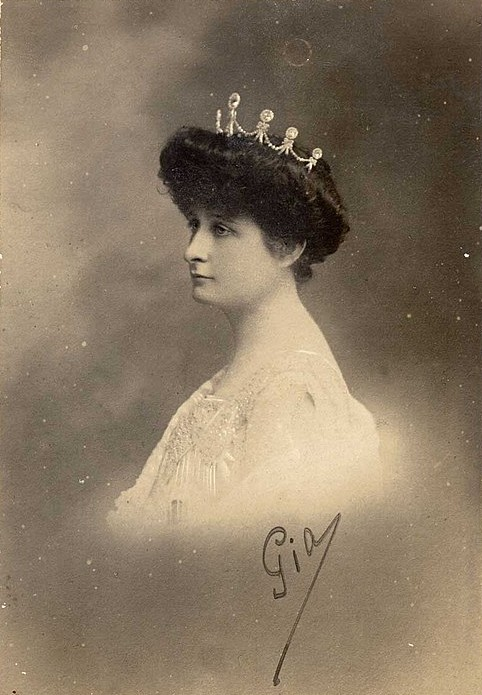
Maria Pia das Duas Sicílias

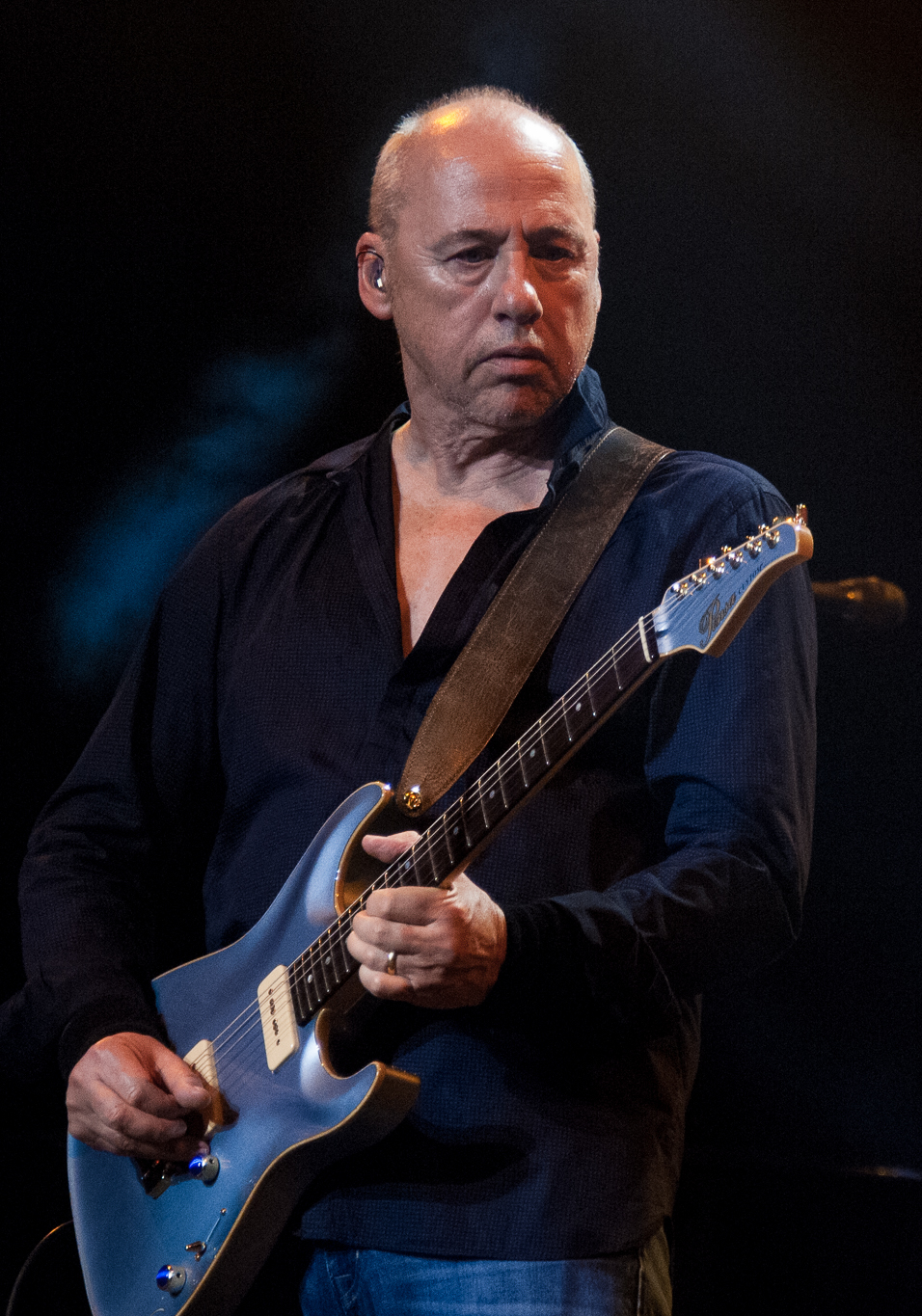
Mark Knopfler

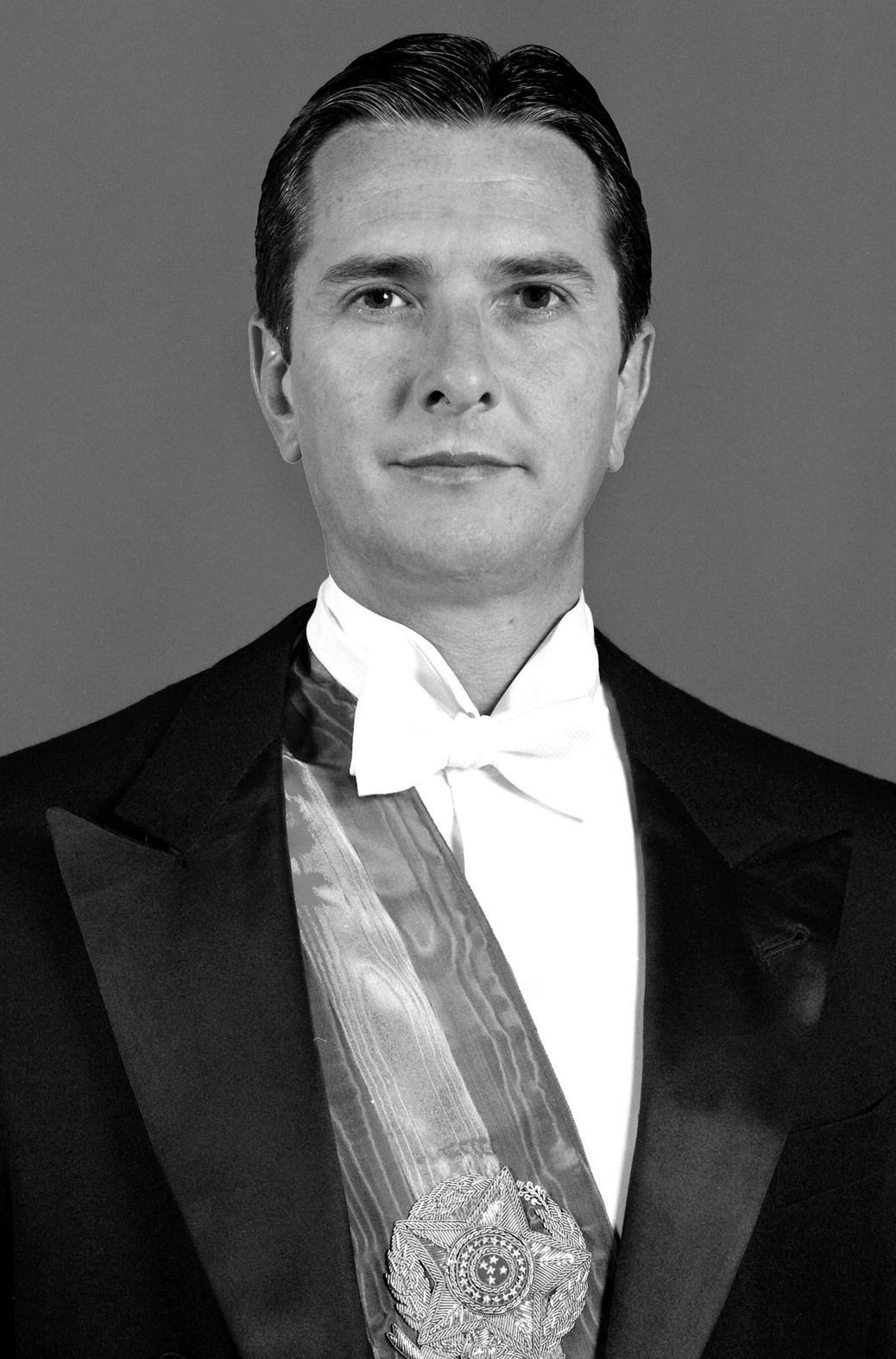
Fernando Collor

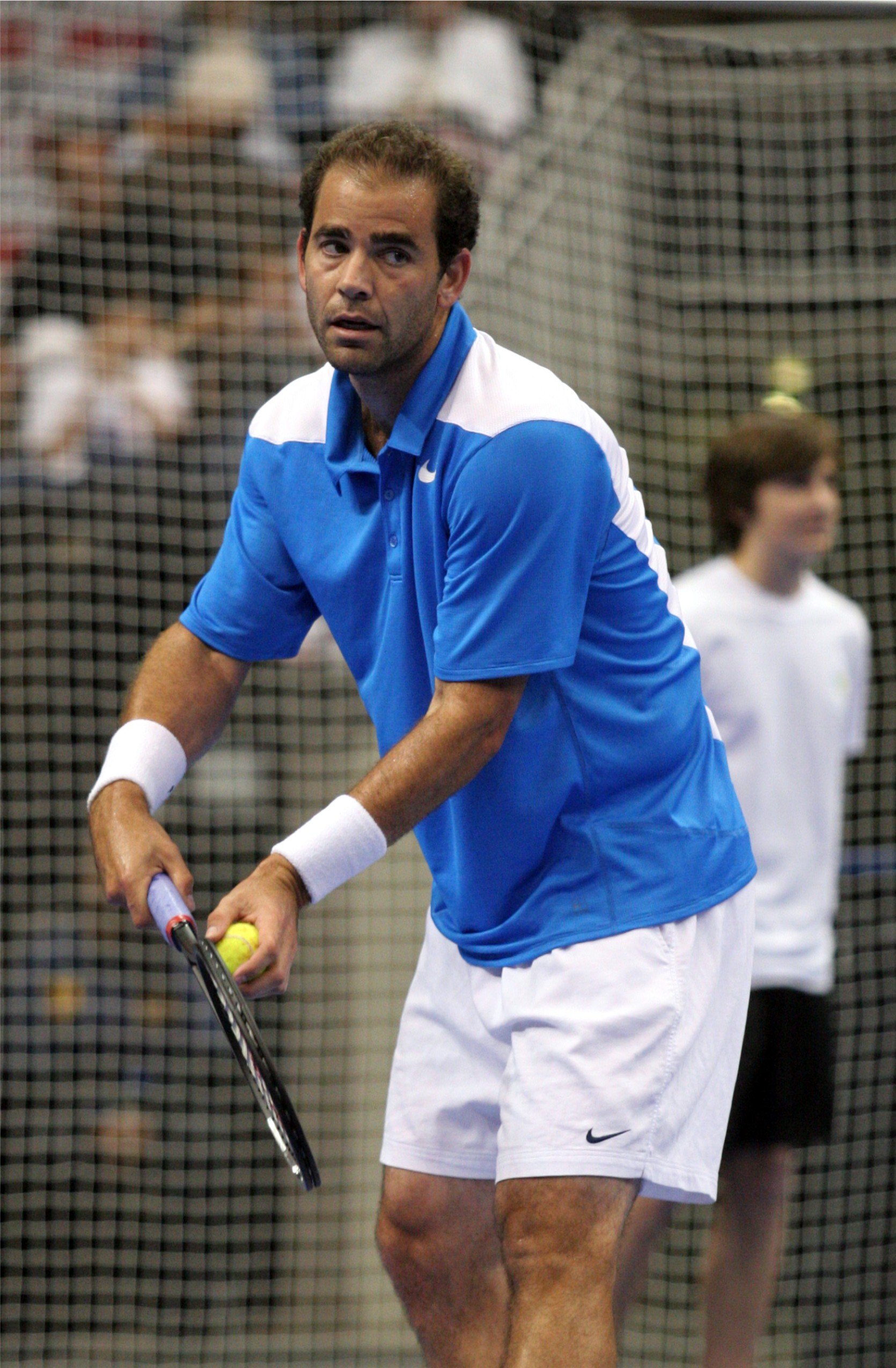
Pete Sampras

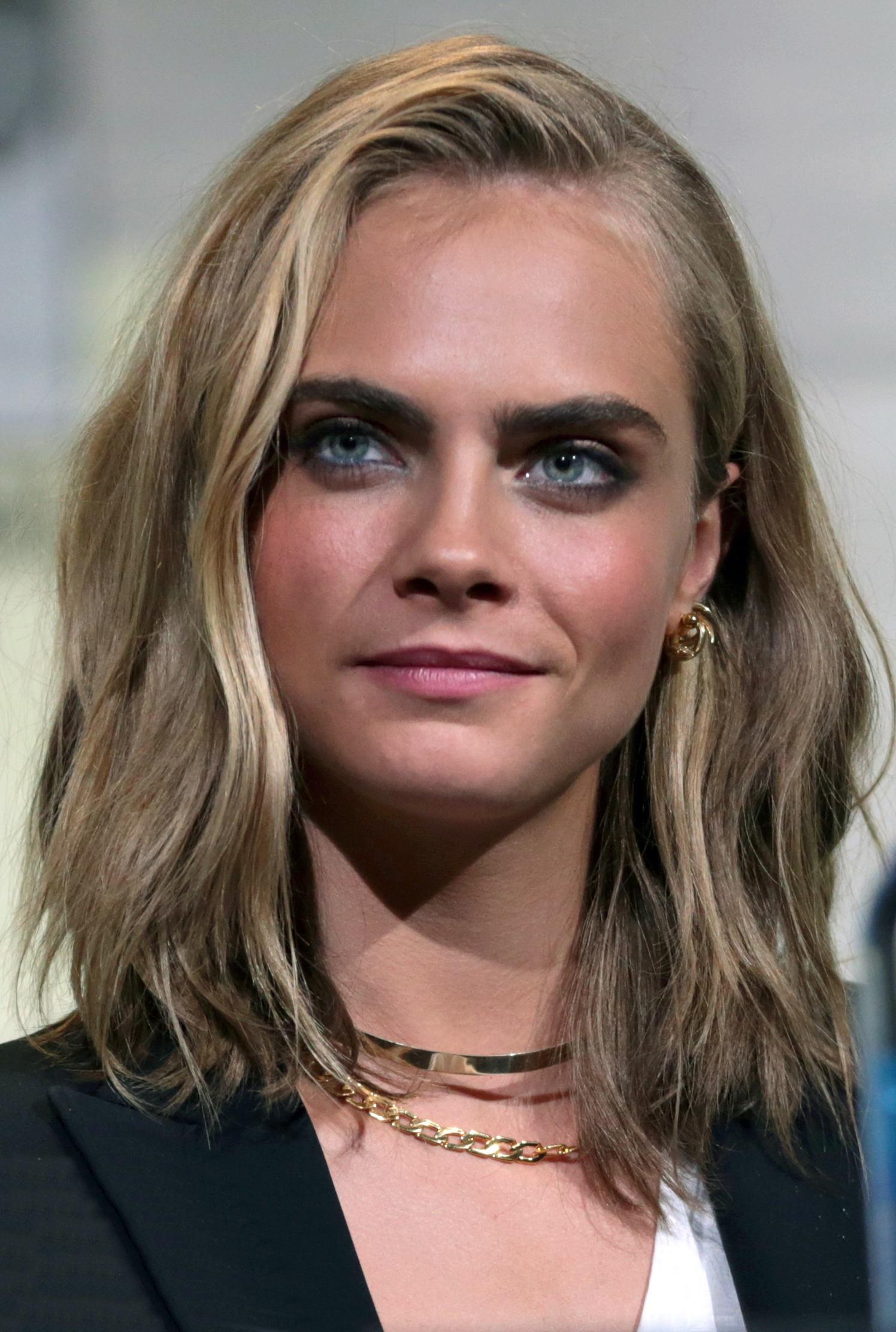
Cara Delevingne

### Anterior ao século XIX
- 1503 — Cristiano III da Dinamarca (m. 1559).
- 1566 — Isabel Clara Eugênia da Espanha (m. 1633).
- 1575 — Jaime Hamilton, 1.º Conde de Abercorn (m. 1618).
- 1604 — Tokugawa Iemitsu, xogum japonês (m. 1651).
- 1626 — Giovanni Legrenzi, clérigo e compositor italiano (m. 1690).
- 1646 — Luísa Isabel da Curlândia, nobre letã (m. 1690).
- 1674 — Maria da Lorena (m. 1724).
- 1686 — John Balguy, filósofo e teólogo britânico (m. 1748).
- 1696 — Maurice Greene, compositor britânico (m. 1765).
- 1711 — João de São José de Queirós da Silveira, religioso brasileiro (m. 1764).
- 1759 — Thomas Andrew Knight, botânico britânico (m. 1838).
- 1762 — Jorge IV do Reino Unido (m. 1830).
- 1774 — Robert Southey, historiador e poeta britânico (m. 1843).
- 1779
  - Charlotte MacDonnell, 3.ª Condessa de Antrim (m. 1835).
  - Jorge I de Meclemburgo-Strelitz (m. 1860).
- 1781 — Robert Mills, arquiteto e cartógrafo estadunidense (m. 1855).
- 1797 — Gaspard Thémistocle Lestiboudois, botânico francês (m. 1876).
- 1800 — Jean-Jacques Ampère, escritor e historiador francês (m. 1864).

### Século XIX
- 1803 — Johann Otto Boeckeler, botânico alemão (m. 1899).
- 1807 — George Busk, zoólogo e paleontólogo britânico (m. 1886).
- 1816 — Ion Ghica, político, matemático e diplomata romeno (m. 1897).
- 1831 — Helena Blavatsky, escritora russa (m. 1891).
- 1835 — Américo Brasílio de Campos, político brasileiro (m. 1900).
- 1841 — Francesco di Paola Cassetta, sacerdote católico italiano (m. 1919).
- 1843
  - José Victorino de Sousa e Albuquerque, político e jornalista português (m. 1916).
  - Colmar von der Goltz, militar e escritor alemão (m. 1916).
- 1844 — Maomé Amade, religioso sudanês (m. 1885).
- 1849 — Abbott Handerson Thayer, artista e naturalista estadunidense (m. 1921).
- 1854 — Alfred Gilbert, escultor e ourives britânico (m. 1934).
- 1856 — Eduardo Dato, político espanhol (m. 1921).
- 1857 — Fernando Abbott, médico e político brasileiro (m. 1924).
- 1858 — Adolfo Gordo, político brasileiro (m. 1929).
- 1866 — Jacinto Benavente, escritor e dramaturgo espanhol (m. 1954).
- 1867 — Edith Hamilton, historiadora estadunidense (m. 1963).
- 1868 — Miguel da Rocha Lima, empresário e político brasileiro (m. 1935).
- 1870 — Hubert Gough, militar britânico (m. 1963).
- 1872 — Maria Luísa de Eslésvico-Holsácia (m. 1956).
- 1878 — Maria Pia de Bourbon, princesa das Duas Sicílias (m. 1973).
- 1880 — Radclyffe Hall, poetisa e romancista britânica (m. 1943).
- 1881
  - Cecil B. DeMille, cineasta estadunidense (m. 1959).
  - Alexander Gerasimov, pintor russo (m. 1963).
- 1883 — Marion Lorne, atriz estadunidense (m. 1968).
- 1887
  - Erwin Schrödinger, físico austríaco (m. 1961).
  - George Kimpton, futebolista e treinador de futebol britânico (m. 1968).
- 1888 — Axel da Dinamarca (m. 1964).
- 1889 — Luis Miguel Sánchez Cerro, político peruano (m. 1933).
- 1892
  - Sven Magnus Aurivillius, zoólogo sueco (m. 1928).
  - Mariano Arrate, futebolista espanhol (m. 1963).
- 1894 — Albert Leo Schlageter, oficial alemão (m. 1923).
- 1897
  - Otto Struve, astrônomo russo-americano (m. 1963).
  - Julius von Bernuth, militar alemão (m. 1942).

### Século XX

#### 1901–1950
- 1902 — Hellmuth Becker, militar alemão (m. 1953).
- 1904 — Alexei Nikolaevich Romanov, czarevich russo (m. 1918).
- 1905
  - Hans Urs von Balthasar, teólogo suíço (m. 1988).
  - Lila Ripoll, poetisa e militante brasileira (m. 1967).
- 1907
  - Miguel Torga, escritor português (m. 1995).
  - Joe Besser, comediante estadunidense (m. 1988).
  - Benjamin Henry Sheares, político singapurense (m. 1981).
- 1908
  - Vasile Deheleanu, futebolista romeno (m. 2003).
  - Leonel Azevedo, violonista, compositor e cantor brasileiro (m. 1980).
- 1910
  - Jane Wyatt, atriz estadunidense (m. 2006).
  - Heinrich Sutermeister, compositor suíço (m. 1995).
  - Vasile Deheleanu, futebolista romeno (m. 2003).
  - Encik Yusof bin Ishak, político singapurense (m. 1970).
- 1911 — Cantinflas, ator e comediante mexicano (m. 1993).
- 1912
  - Edison Carneiro, escritor brasileiro (m. 1972).
  - Aniceto da Portela, cantor e compositor brasileiro (m. 1982).
- 1913
  - Numídico Bessone, escultor português (m. 1985).
  - Alexander Kotov, enxadrista russo (m. 1981).
  - Zezé Procópio, futebolista brasileiro (m. 1980).
- 1914 — Enrique Campos Menéndez, escritor chileno (m. 2007).
- 1916 — Ralph Nelson, cineasta estadunidense (m. 1987).
- 1919
  - Margaret Burbidge, astrofísica britânica (m. 2020).
  - Shorty Templeman, automobilista estadunidense (m. 1962).
- 1922 — Miloš Jakeš, político tcheco (m. 2020).
- 1924 — Muhammad Zia-ul-Haq, político e militar paquistanês (m. 1988).
- 1925 — Thor Vilhjálmsson, escritor e tradutor islandês (m. 2011).
- 1926 — John Derek, ator e cineasta estadunidense (m. 1998).
- 1928 — Vera Nunes, atriz brasileira (m. 2021).
- 1930
  - George Soros, ativista político e especulador estadunidense.
  - Jacques Tits, matemático belgo-francês (m. 2021).
- 1931 — William Goldman, escritor estadunidense (m. 2018).
- 1932
  - Morvan Aloísio Acaiaba de Resende, político brasileiro.
  - Sirikit, rainha-consorte tailandesa.
- 1933
  - Carlson Gracie, mestre de jiu-jitsu brasileiro (m. 2006).
  - Parnelli Jones, automobilista e dirigente esportivo estadunidense (m. 2024).
- 1935
  - John Cazale, ator estadunidense (m. 1978).
  - Ján Popluhár, futebolista eslovaco (m. 2011).
- 1936
  - André Kolingba, político e militar centro-africano (m. 2010).
  - Gabriel Matzneff, escritor francês.
- 1938 — Edney Giovenazzi, ator brasileiro.
- 1939
  - George Hamilton, ator estadunidense.
  - Margot Eskens, cantora alemã (m. 2022).
  - Maurício Fruet, político brasileiro (m. 1998).
  - Sushil Koirala, político nepalês (m. 2016).
- 1940 — Fernando Cruz, ex-futebolista português.
- 1941
  - Dana Ivey, atriz estadunidense.
  - Dimitar Yakimov, ex-futebolista e treinador de futebol búlgaro.
- 1942
  - Clara Nunes, cantora brasileira (m. 1983).
  - Roberto Rodrigues, engenheiro agrônomo brasileiro.
- 1945
  - Jean Nouvel, arquiteto francês.
  - Oriovisto Guimarães, político, empresário e economista brasileiro.
- 1946 — Maulty Moore, ex-jogador profissional de futebol americano estadunidense.
- 1947
  - Amedeo Minghi, cantor e compositor italiano.
  - Linda Metheny, ex-ginasta estadunidense.
  - William Hartston, enxadrista, escritor e jornalista britânico.
- 1948
  - Ana de Hollanda, cantora e compositora brasileira.
  - Mizengo Pinda, político tanzaniano.
- 1949
  - Mark Knopfler, músico britânico.
  - Fernando Collor, político brasileiro, 32.° presidente do Brasil.
  - Youhannes Ezzat Zakaria Badir, bispo católico egípcio (m. 2019).
- 1950
  - Jim Beaver, ator estadunidense.
  - Iris Berben, atriz alemã.
  - George McGinnis, basquetebolista estadunidense (m. 2023).

#### 1951–2000
- 1951
  - Klaus Toppmöller, ex-futebolista e treinador de futebol alemão.
  - Charles Brady, astronauta norte-americano (m. 2006).
- 1952
  - Chen Kaige, cineasta chinês.
  - Charlie Whiting, diretor de Fórmula 1 britânico (m. 2019).
- 1953 — Carlos Mesa, político boliviano.
- 1954
  - Jorge Martins, ex-futebolista português.
  - Pat Metheny, guitarrista de jazz estadunidense.
  - Aleksandar Mandic, empresário brasileiro (m. 2021).
  - François Hollande, político francês.
  - Sandro Becker, cantor brasileiro.
  - Roberval Davino, ex-futebolista e treinador de futebol brasileiro.
- 1956
  - Bruce Greenwood, ator canadense.
  - Gerônimo Ciqueira, político brasileiro (m. 2007).
- 1957
  - Amanda Redman, atriz britânica.
  - Ignatius Chama, arcebispo zambiano.
- 1958 — Wallace Souza, apresentador de televisão e político brasileiro (m. 2010).
- 1960
  - Gilberto Kassab, político brasileiro.
  - Laurent Fignon, ciclista francês (m. 2010).
- 1961 — Roy Hay, músico britânico.
- 1962 — Shigetatsu Matsunaga, ex-futebolista japonês.
- 1963
  - Sir Mix-A-Lot, rapper e produtor musical estadunidense.
  - Rudi Smidts, ex-futebolista belga.
- 1964
  - Txiki Begiristain, ex-futebolista e dirigente esportivo espanhol.
  - Aída Leiner, atriz brasileira.
  - Alexander Hezzel, ex-futebolista venezuelano.
- 1965
  - Peter Krause, ator e produtor de cinema estadunidense.
  - Mohammed Deif, militar e terrorista palestino (m. 2024).
- 1967 — Emil Kostadinov, ex-futebolista búlgaro.
- 1968
  - Arístides Rojas, ex-futebolista paraguaio.
  - Paul Tucker, compositor e produtor musical britânico.
- 1969 — Tanita Tikaram, cantora e compositora britânica.
- 1970
  - Charles Mesure, ator britânico.
  - Aleksandar Đurić, ex-futebolista bósnio-singapurense.
- 1971
  - Pete Sampras, ex-tenista estadunidense.
  - Yvette Nicole Brown, atriz estadunidense.
  - Rebecca Gayheart, atriz estadunidense.
  - Marcelo Vega, ex-futebolista chileno.
- 1972
  - Jonathan Coachman, wrestler estadunidense.
  - Paolo Orlandoni, ex-futebolista italiano.
  - Del Tha Funkee Homosapien, músico estadunidense.
  - Rafael Calomeni, ator brasileiro.
  - Paolo Vanoli, ex-futebolista e treinador de futebol italiano.
- 1973
  - Joseba Beloki, ciclista espanhol.
  - Mark Iuliano, ex-futebolista e treinador de futebol italiano.
- 1974 — Heley de Abreu Silva Batista, professora brasileira (m. 2017).
- 1975
  - Casey Affleck, ator e diretor estadunidense.
  - Carla Cristina Cardoso, atriz brasileira
  - Roberto D'Aversa, ex-futebolista e treinador de futebol italiano.
- 1976
  - Paweł Kuczyński, pintor e desenhista polonês.
  - Jorge Simão, ex-futebolista e treinador de futebol português.
- 1977
  - Iva Majoli, ex-tenista croata.
  - Plaxico Burress, ex-jogador de futebol americano estadunidense.
  - Jesper Grønkjær, ex-futebolista dinamarquês.
- 1979
  - Cindy Klassen, patinadora canadense.
  - Liu Xuan, ex-ginasta chinesa.
  - Antonia Pellegrino, escritora e roteirista brasileira.
  - Valdir Papel, ex-futebolista brasileiro.
  - Joeano, ex-futebolista e treinador de futebol brasileiro.
- 1980
  - Jason Robinson, ex-jogador de basquete norte-americano.
  - Danielle Cristina, cantora brasileira.
  - Dominique Swain, atriz estadunidense.
  - Maggie Lawson, atriz estadunidense.
  - Javier Chevantón, ex-futebolista uruguaio.
  - Rafael Redwitz, ex-jogador de vôlei brasileiro.
  - Mohamed Fadl, ex-futebolista egípcio.
- 1981
  - Djibril Cissé, ex-futebolista francês.
  - Emiliano Dudar, ex-futebolista argentino.
  - Steve Talley, ator estadunidense.
- 1982
  - Ely Thadeu, ex-futebolista brasileiro.
  - María José Martínez Sánchez, ex-tenista espanhola.
  - Alexandros Tzorvas, ex-futebolista grego.
  - Joselito Vaca, futebolista boliviano.
- 1983
  - Klaas-Jan Huntelaar, ex-futebolista neerlandês.
  - Kléber Gladiador, ex-futebolista brasileiro.
- 1984
  - Joana Balaguer, atriz brasileira.
  - Sherone Simpson, atleta jamaicana.
  - Azzeddine Ourahou, ex-futebolista marroquino.
- 1985
  - Renata del Bianco, atriz e apresentadora brasileira.
  - Osmany Juantorena, jogador de vôlei cubano.
  - África Zavala, atriz e modelo mexicana.
- 1986 — Kim Kun-Hoan, futebolista sul-coreano.
- 1988
  - Michael Binns, futebolista jamaicano.
  - Henrique Cerqueira, cantor e compositor brasileiro.
  - Leah Pipes, atriz estadunidense.
  - Vaneza Oliveira, atriz brasileira.
  - Maria Suelen Altheman, judoca brasileira.
  - Tejay van Garderen, ciclista estadunidense.
  - Tyson Fury, ex-pugilista britânico.
- 1989
  - Tom Cleverley, ex-futebolista britânico.
  - Mafalda Luís de Castro, atriz portuguesa.
  - Mariana Duque Mariño, ex-tenista colombiana.
- 1990
  - Mario Balotelli, futebolista italiano.
  - Wissam Ben Yedder, futebolista francês.
  - Min Sun-ye, cantora e atriz sul-coreana.
  - Marvin Zeegelaar, futebolista neerlandês.
  - Kwesi Appiah, futebolista ganês.
- 1991
  - Mads Mensah Larsen, handebolista dinamarquês.
  - Khris Middleton, jogador de basquete estadunidense.
  - Moreno De Pauw, ex-ciclista belga.
- 1992
  - Tamaryn Hendler, tenista belga.
  - Cara Delevingne, modelo e atriz britânica.
  - Romain Cardis, ciclista francês.
- 1993
  - Imani Hakim, atriz estadunidense.
  - Ewa Farna, cantora tcheca.
  - Rafael Alba, taekwondista cubano.
  - Luna, cantora sul-coreana.
  - Julen Amézqueta, ciclista espanhol.
- 1994 — Bex Taylor-Klaus, atriz estadunidense.
- 1995
  - Nicholas Dlamini, ciclista sul-africano.
  - Andy Cruz, pugilista cubano.
- 1996 — Arthur Melo, futebolista brasileiro.
- 1997 — Taiwo Awoniyi, futebolista nigeriano.
- 1998
  - Stefanos Tsitsipas, tenista grego.
  - Joana Aguiar, atriz portuguesa.
  - Inês Aguiar, atriz portuguesa.
- 1999
  - Matthijs de Ligt, futebolista neerlandês.
  - Rodrigo Zalazar, futebolista uruguaio.
- 2000
  - Jáderson Flores dos Reis, futebolista brasileiro.
  - Niamh Fisher-Black, ciclista neozelandesa.

### Século XXI
- 2001 — Dixie D'Amelio, cantora, atriz e apresentadora estadunidense.
- 2003 — Duda Arakaki, ginasta brasileira.
- 2005 — Maria Ceplinschi, ginasta romena.

## Mortes

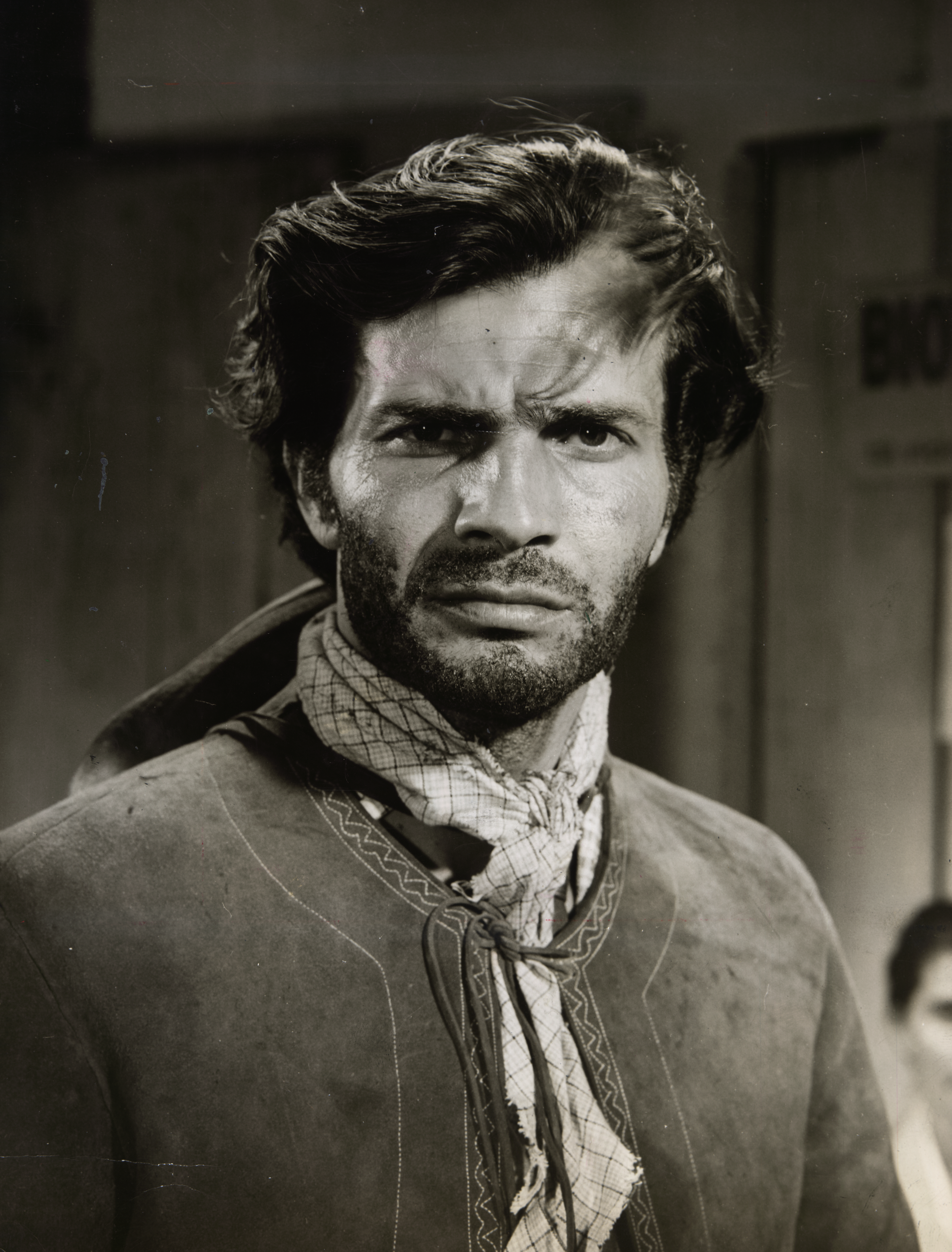
Tarcísio Meira

### Anterior ao século XIX
- 30 a.C. — Cleópatra, rainha do Egito (n. 69 a.C.).
- 0875 — Luís II da Germânia (n. 825).
- 1204 — Bertoldo IV, duque de Merânia (n. 1152).
- 1222 — Ladislau III da Boémia (n. 1160).
- 1335 — Príncipe Morinaga, xogum japonês (n. 1308).
- 1342 — Guido I de Châtillon, Conde de Blois (n. 1290).
- 1424 — Yongle, imperador da Dinastia Ming (n. 1360).
- 1484 — Papa Sisto IV (n. 1414).
- 1546 — Francisco de Vitória, teólogo espanhol (n. 1483).
- 1588 — Alfonso Ferrabosco, compositor italiano (n. 1543).
- 1602 — Abu'l-Fazl ibn Mubarak, cronista e historiógrafo mogol (n. 1551).
- 1612 — Giovanni Gabrieli, músico italiano (n. 1555).
- 1633 — Jacopo Peri, compositor e cantor italiano (n. 1561).
- 1674 — Philippe de Champaigne, pintor francês (n. 1602).
- 1679 — Maria de Rohan, nobre francesa (n. 1600).
- 1689 — Papa Inocêncio XI (n. 1611).
- 1760 — Annibale Pio Fabri, compositor e tenor italiano (n. 1697).

### Século XIX
- 1811 — John Acton, político britânico (n. 1736).
- 1820 — Manuel Lisa, comerciante e explorador estadunidense (n. 1820).
- 1827 — William Blake, poeta, pintor e gravador britânico (n. 1757).
- 1848 — George Stephenson, engenheiro civil e mecânico britânico (n. 1781).
- 1857 — William Conybeare, geólogo e paleontólogo britânico (n. 1787).
- 1869 — João Manuel Mena Barreto, militar brasileiro (n. 1824).
- 1872 — Andrew Smith, explorador e zoólogo britânico (n. 1797).
- 1877
  - João Moniz Corte Real, militar português (n. 1775).
  - António José de Amorim, militar e político português (n. 1801).
- 1885 — Helen Hunt Jackson, escritora estadunidense (n. 1830).
- 1900 — Wilhelm Steinitz, xadrezista tcheco (n. 1836).

### Século XX
- 1901 — Francesco Crispi, político italiano (n. 1819).
- 1904 — William Renshaw, tenista britânico (n. 1861).
- 1909 — Jerônimo de Castro Abreu Magalhães, engenheiro civil brasileiro (n. 1851).
- 1917 — Eduard Buchner, químico alemão (n. 1860).
- 1920
  - Hermann Struve, astrônomo russo (n. 1854).
  - Louisa Lawson, poeta e sufragista australiana (n. 1848).
- 1925
  - Severo Fernández Alonso Caballero, político boliviano (n. 1849).
  - Léon Dehon, padre francês (n. 1843).
- 1928 — Leoš Janáček, compositor tcheco (n. 1854).
- 1934 — Godofredo Mendes Viana, professor e político brasileiro (n. 1878).
- 1938 — Ludwig Borchardt, arquiteto e egiptólogo alemão (n. 1863).
- 1945 — Karl Leisner, padre católico alemão (n. 1915).
- 1953 — Cincinato Braga, político brasileiro (n. 1864).
- 1955
  - James Batcheller Sumner, químico estadunidense (n. 1887).
  - Thomas Mann, romancista alemão (n. 1875).
- 1964 — Ian Fleming, escritor britânico (n. 1908).
- 1969 — Múcio Leão, poeta e jornalista brasileiro (n. 1898).
- 1973 — Walter Rudolf Hess, fisiologista suíço (n. 1881).
- 1975 — Werner Rittberger, patinador artístico alemão (n. 1891).
- 1976 — Cássio Egídio de Queirós Aranha, jurista e político brasileiro (n. 1899).
- 1979 — Ernst Boris Chain, bioquímico alemão (n. 1906).
- 1982 — Henry Fonda, ator estadunidense (n. 1905).
- 1983 — Margarida Maria Alves, sindicalista brasileira (n. 1933).
- 1985 — Manfred Winkelhock, automobilista alemão (n. 1952).
- 1987 — Sérgio Pimenta, instrumentista, cantor e compositor brasileiro (n. 1954).
- 1988 — Jean-Michel Basquiat, artista e pintor estadunidense (n. 1960).
- 1989
  - William Bradford Shockley, físico e inventor estadunidense (n. 1910).
  - Samuel Okwaraji, futebolista nigeriano (n. 1964).
- 1992 — John Cage, compositor e escritor estadunidense (n. 1912).
- 1997 — Luther Allison, guitarrista estadunidense (n. 1939).
- 1998 — Barrerito, cantor brasileiro (n. 1942).
- 1999 — Albert E. Green, matemático britânico (n. 1912).
- 2000 — Loretta Young, atriz estadunidense (n. 1913).

### Século XXI
- 2002 — Knud Lundberg, futebolista dinamarquês (n. 1920).
- 2004 — Godfrey Hounsfield, engenheiro elétrico britânico (n. 1919).
- 2006 — Antônio Batista Fragoso, bispo brasileiro (n. 1920).
- 2007
  - Ralph Alpher, físico e cosmólogo estadunidense (n. 1921).
  - Mike Wieringo, desenhista estadunidense (n. 1963).
- 2009 — Les Paul, guitarrista estadunidense (n. 1915).
- 2010
  - Guido de Marco, político maltês (n. 1931).
  - Ruy Duarte de Carvalho, escritor, cineasta e antropólogo angolano (n. 1941).
- 2013
  - Tereza de Arriaga, pintora portuguesa (n. 1915).
  - João Friso de Orange-Nassau, príncipe neerlandês (n. 1968).
- 2014 — Lauren Bacall, atriz estadunidense (n. 1924).
- 2019 — João Carlos Barroso, ator brasileiro (n. 1950).
- 2021 — Tarcísio Meira, ator brasileiro (n. 1935).
- 2022 — Zelito Miranda, cantor brasileiro (n. 1954).
- 2024
  - Márcio Souza, jornalista brasileiro (n. 1946).
  - Delfim Netto, economista e político brasileiro (n. 1928).

## Feriados e eventos cíclicos

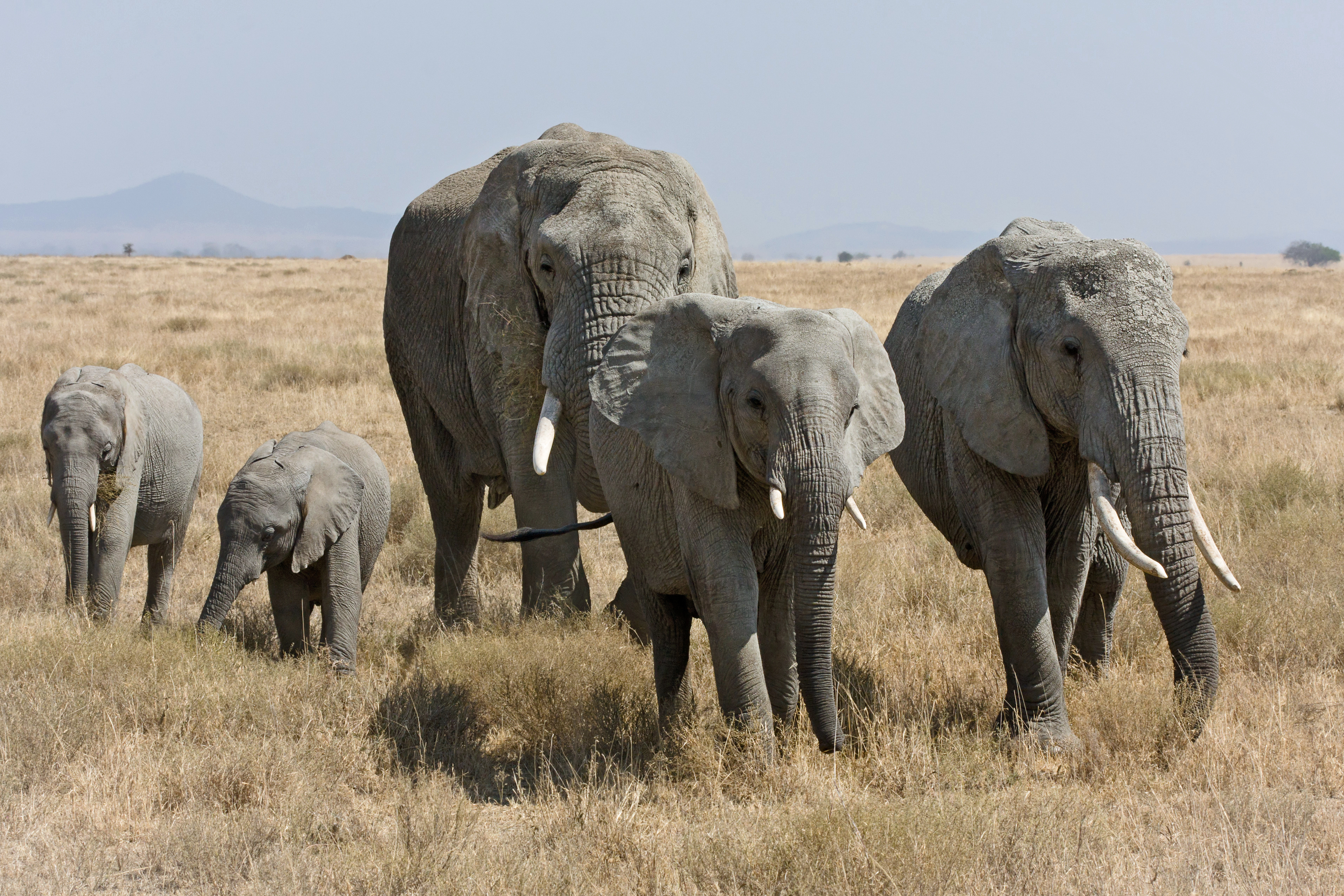
Dia 12 de agosto se comemora o Dia Internacional do Elefante

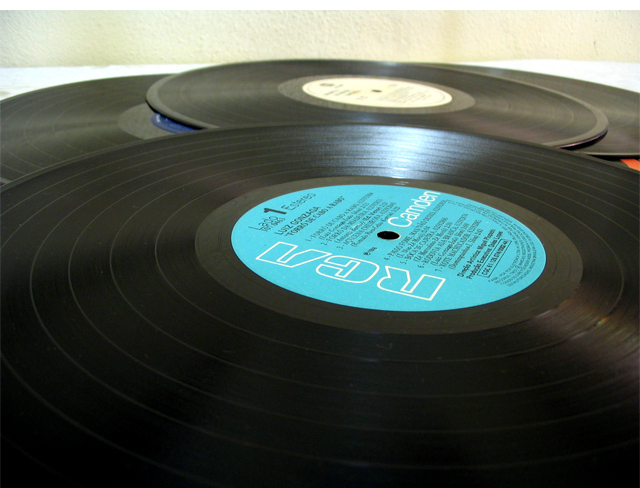
Dia 12 de agosto também se comemora o Dia Internacional do Disco de Vinil

### Mundo
- Dia Internacional da Juventude
- Dia Internacional do Elefante
- Dia Internacional do Disco de Vinil
- Dia do Filho do Meio

### Brasil
- Dia Nacional das Artes
- Dia Nacional dos Direitos Humanos[5][6]
- Dia do Presbiterianismo Nacional
- Aniversário da cidade de Cananéia, São Paulo
- Aniversário da cidade de Prudentópolis, Paraná
- Aniversário da cidade de Madalena, Ceará

### Cristianismo
- Amadeu da Silva
- Euplúsio
- Floriano Stepniak
- Herculano de Bréscia
- Isidoro Bakanja
- Joana de Chantal
- Karl Leisner
- Nossa Senhora da Cabeça
- Papa Inocêncio XI

## Outros calendários
- No calendário romano era o dia da véspera dos idos de  agosto.
- No calendário litúrgico tem a letra dominical G para o dia da semana.
- No calendário gregoriano a epacta do dia é xiii.